# Patrícia Pardo
Patrícia Pardo (Alaquàs, 1975) és una directora, dramaturga, pallassa, actriu i pedagoga valenciana.

## Trajectòria
Va començar amb la tècnica clown amb Sergi Claramunt i va formar-se a l'Escola Municipal de Teatre d'Aldaia. Va ser la creadora de la companyia Nas Teatre amb Lluna Albert, que va abandonar l'any 2005. Des de l'any 2007 és directora escènica i clown de la companyia de circ contemporani Patrícia Pardo amb la que ha actuat a Amèrica Llatina, Europa i Austràlia. Ha escrit per a diferents companyies i ha estat guionista de websèries com Archibald in València i de ficcions televisades com Autoindefinits, Maniàtics o Evolució. Ha estat professora d'escriptura dramàtica al Postgrau de la Universitat de València Teatre en l'Educació, a l'Aula Oberta d'Escriptura Creativa de la Universitat de València i a l'Escola de Teatre Escalante, l'any 2010 va ser responsable del curs Pensar l'acció, escriure el circ del programa Lifelon Learning Programme Circonnection de la Unió Europea i per a l'Associació Valenciana de Circ.
Ha impartit cursos de tècnica clown, fisicitat i creació escènica a diferents entitats i festivals: Actors i Actrius Professionals Valencians; Creative Europe Programme, Espai Rambleta, Escuela del Actor, Festival MAC, Mislata Art al Carrer, Festival Internacional de Mim (FEIM), La Serena, Xile, Centro Cultural Maria Victoria Atencia de Màlaga. Ha fet de ponent en diverses jornades com ara el Festival Russafa Escènica, la Universitat Central de Quito, Festival Internacional de Mimo y Pantomima la Alegría del Silencio (Ecuador), les Trobades Internacionals de Dramatúrgia de la Valldigna, la Mostra Internacional de Mim (MIM) de Sueca, Tallers de dramatització en contextos multiculturals, a més d'escriure articles sobre el teatre, el circ, la dona i la creació escènica, les arts escèniques, la clown, etc. a diverses revistes especialitzades.
L'any 2017 va editar-se el llibre Patrícia Pardo. Obra escollida. 1996-2017, que recull una selecció de l'obra teatral, circense i poètica de Patrícia Pardo amb còmics, il·lustracions i collages d'Alba Cobo, Esteban Hernández, Po Poy i César Sebastián.

## Obres[5]
- 2015: Cul Kombat (Companyia Patrícia Pardo, autoria compartida amb Guadalupe Sáez)
- 2015: Europa, Cabaret del desencant (Grup Erasmus Universitat de València)
- 2014: La exiliada, la negra, la puta, el caracol y la mística (Teatro de lo Inestable)
- 2014: Contemporani (ESAD)
- 2014: El fandango de Marx (Companyia Patrícia Pardo)[7]
- 2012: Valèntia (VEUS Autors Valencians de Teatre, 2012)
- 2012: Fer-li l'amor al despropòsit (Companyia Patrícia Pardo)
- 2011: Retaule de l'abandó (Companyia Eva Zapico)
- 2011: Ètica, tattoos i saldos (Companyia Patrícia Pardo, amb el guionista Chon González)
- 2010: Zero Responsables (Professió valenciana)
- 2010: Comissura (Companyia Patrícia Pardo)[7]
- 2010: Confesiones de siete mujeres pecando solas (Bramant Teatre)
- 2008: T’espere baix (Combinats)
- 2007: Augusta (Companyia Patrícia Pardo)
- 2007: Avignon (Ajudes a la Creació Dramatúrgica TGV)
- 2006: Construyendo a Verónica. (Bramant Teatre)
- 2005: Concília (Fons Social Europeu, Ajuntament d'Alaquàs, Carabassa Teatre)
- 2004: A pedazos (Copia Izquierda)
- 2003: Estem tan bronzejats que fem una mica de fàstic (ESAD)
- 2001: Dies d'ensalada (GTUV)
- 2001: Boston (Ajudes a la Creació Dramatúrgica TGV)
- 2001: Amors impossibles (Nas Teatre)
- 2000: Circosi (Nas Teatre)
- 1999: Un de sol (Combinats)

## Premis i nominacions[1]
- 2017: Premi Most Mesmerizing Award del Gothenburg Fringe Festival per Cul Kombat[2]
- 2016: Premi del Públic al Festival Decorridos de Múrcia per Comissura[5]
- 2012: Premi del Festival Cumbre de las Américas de l'Argentina per Comissura (millor interpretació i menció a la millor obra tragicòmica)[7]
- 2011: Premi Navarra de Teatre Infantil per Fructuoso, coescrita amb Jerónimo Cornelles[7]
- 2010: Premi Aportació Teatral AAPV 2010, per Zero Responsables[7]
- 2007: Premi al Millor Text als Premis Abril 2007 per Construyendo a Verónica[7]
- 2006-2007: Premi al millor espectacle de teatre de la Feria Internacional de Teatro y Danza de Huesca[7]
- 2005: Premi Max al Millor Espectacle Infantil per Momo (codirectora escènica)[7]
- 2001: Premi al Millor Text Escènia per Dies d'ensalada[7]